# Big L
Lamont Coleman (New York City, New York, SAD, 30. svibnja 1974. – New York City, New York, SAD, 15. veljače 1999.), bolje poznat po svom umjetničkom imenu Big L je bio američki reper i tekstopisac. Imao je svoju diskografsku kuću Flamboyant Entertainment, te je bio član kolektiva Diggin' in the Crates Crew.

## Diskografija

### Studijski albumi
- Lifestylez ov da Poor & Dangerous (1995.)
- The Big Picture (2000.)

### Postumni albumi
- 139 & Lenox (2009.)
- Return of the Devil's Son (2010.)
- The Danger Zone (2011.)

### Live albumi
- Live from Amsterdam (2000.)

## Vanjske poveznice
- Big L na Allmusicu
- Big L na Discogsu